# Miyuki
«Miyuki» (яп. みゆき Миюки) — манга, автор Мицуру Адати. Публиковалась издательством Shogakukan с 1980 по 1984 год в журнале Shonen Big Comic (предшественник Weekly Young Sunday). Манга наряду с Touch получила премию Shogakukan. По мотивам манги был выпущен полнометражный мультфильм и аниме-сериал, который транслировался по телеканалу Fuji Television с 31 марта 1983 года по 20 апреля 1984 года. Мультфильм был выпущен 16 сентября 1983 года. В 1986 году был выпущена дорама под названием Monday Dramaland (яп. 月曜ドラマランド Гэцуё Дорамарандо).

## Сюжет
Масато Вакамацу – 16-летний парень, работает на пляже. После неудачного опыта отношений с одноклассницей Миюки Кавасимой парень внезапно узнаёт, что у него дома будет жить другая Миюки – его сводная сестра, которая жила с отцом за границей 6 лет. По мере развития сюжета между ними развиваются любовные отношения, однако Масато продолжает мучить мысль, что она его кровная родственница, Миюки же уверена в обратном.

## Список персонажей
- Масато Вакамацу (яп. 若松 真人 Вакамацу Масато)

Ученик средней школы, его мать умерла, когда тот был ещё ребёнком, а вскоре и приёмная мать. Он всё ещё скорбит по обеим. Влюбляется в Миюки Касиму, самую популярную девушку в классе. Параллельно другая Миюки, младшая сестра Масато приезжает жить в его дом. У Масато начинают развиваться к ней любовные чувства, но он осознаёт, что это не позволительно для родственников. Хотя он знает, что на самом деле они вовсе не родственники, так как Миюки жила со сводным отцом и она дочь мачехи Масато. Параллельно парень не может забыть о привязанности к своей однокласснице Миюки Касиме.
Сэйю: Кацуми Ториуми
- Миюки Вакамацу (яп. 若松 みゆき Вакамацу Миюки)

Младшая сестра Масато, на деле не связанная с ним кровным родством. Родилась 9 февраля 1966 года. Изначально у неё короткие волнистые волосы, которые по мере развития сюжета растут. Несмотря на свой сравнительно молодой возраст, её школьные оценки значительно лучше, чем у Масато и она активно принимает участие в спортивных мероприятиях. Быстро завоёвывает популярность у одноклассников. Масато стремится защитить её от поклонников, однако это защита стала вскоре перерастать в ревность. Миюки Касима начинает видеть в ней потенциальную соперницу.
Сэйю: Ёко Оригонэ
- Миюки Касима (яп. 鹿島 みゆき Касима Миюки)

Одноклассница Масато, его первая девушка. Очень популярна среди мальчиков в школе. Ровно на год старше Миюки Вакамацу. Влюблена также в Масато. Очень добрая и скромная, однако легко выходит из себя и из-за очередного недоразумения начинает гневаться на Масато и в результате снова и снова проси у него прощения. Стремится быть в том же классе, что и Масато. После того, как узнаёт об отношениям Масато и Миюки Вакамацу, уезжает в Хоккайдо, чтобы разобраться в своих чувствах. Там она встречается с Юити, который тоже стал путешествовать после разрыва отношений с Миюки Вакамацу.
Сэйю: Хироми Цуру
- Рюити Масаки (яп. 間崎 竜一 Масаки Рюити)

Ровесник Масато, однако из-за того, что в прошлом году провалил годовой экзамен, учится в том же классе, что и Миюки Вакамацу. Позже выясняется, что он и вовсе старше на год Масато. Влюблён в Миюки Вакамацу и не стесняется своих чувств, заявляя на прямую, что собирается жениться на ней, чем сильно раздражает Масато. По своей натуре хулиган, очень сильный и побеждает в драках. Никогда не надевает шлем, когда ездит на мотоцикле. Его семья владеет кафетерией «Киссатэн Дракон», где он время от времени работает.
Сэйю: Рюсукэ Обаяси
- Торао Наката (яп. 中田 虎夫 Наката Торао)

Учитель по физкультуре, холостой. Влюблён в Миюки Вакамацу, хотя на 20 лет старше её и видит в Рюити потенциального соперника. Его мать всё время пытается свести Торао с новыми невестами, но он любит только Миюки и не желает быть с кем-либо другим. Ранее был помолвлен с другой девушкой по имени Миюки, но был вынужден расстаться с ней после того, как в пьяном состоянии накричал на её отца в баре. В конце концов соглашается, чтобы мама выбрала для него невесту.
Сэйю: Тэссё Гэнда
- Ясудзиро Касима (яп. 鹿島 安次郎 Касима Ясудзиро:)

Отец Миюки, работает детективом в местном офисе. Питает слабость к молодым девушкам, в частности, подкатывает к Миюки. Он часто злоупотребляет своей властью, как полицейский детектив, что сильно раздражает Масато и тот называет его «грязным стариком».
Сэйю: Кэй Томияма
- Кэндзи Косака (яп. 香坂 健二 Ко:сака Кэндзи)

Ровесник Масато, имеет хорошие оценки и успехи в спорте. Несмотря на то, что он пользуется огромной популярностью среди девушек, Кэндзи влюблён в Миюки Касиму и преследует её.
Сэйю: Кацудзи Мори
- Юити Савада (яп. 沢田 優一 Савада Ю:ити)

Друг семьи Вакамацу и много играл вместе с маленьким Масато, жил с ним по соседству, пока родители не переехали в западную Германию. Превосходный футболист, вернулся в Японию, чтобы вступить в национальную команду перед Олимпиадой. Он временно останавливается в доме Вакамацу и влюбляется в Миюки Вакамацу, однако не сумел развить с ней отношения, в результате приезжает к Миюки Касиме, когда та решила путешествовать, чтобы разобраться в своих чувствах.
- Ёсио Мураки (яп. 村木 好夫 Мураки Ёсио)

Ровесник Масато, всегда следует за ним. Почти всегда, когда Масато и Миюки планируют совместные планы, он вмешивается.
Сэйю: Канэто Сиодзава
Источники: